# Круглик (Луганський район)
Кру́глик — село в Україні, у Лутугинській міській громаді Луганського району Луганської області.
Населення становить 660 осіб.

## Історія
8 серпня 2014 року українські десантники в ході проведення антитерористичної операції вибили проплачених зрадників України - терористів зі складу терористичної організації "ЛНР" з Круглика. 
1 вересня 2014-го в бою під Кругликом загинув старший солдат 30-ї бригади Олександр Борисенко.
12 червня 2020 року, відповідно до Розпорядження Кабінету Міністрів України № 717-р «Про визначення адміністративних центрів та затвердження територій територіальних громад Луганської області», увійшло до складу Лутугинської міської громади.
19 липня 2020 року, в результаті адміністративно-територіальної реформи та ліквідації  Лутугинського району, увійшло до складу новоутвореного Луганського району.